# Cribrinopsis fernaldi
Cribrinopsis fernaldi è un anemone di mare della famiglia Actiniidae.

## Descrizione
Anemone di colore rosso accesso, arancio o bianco, traslucido, con striature ondulate trasversali, più scure, sui tentacoli ricchi di protuberanze biancastre. Il disco orale ha linee rosa o gialle che partono dal centro verso l'esterno.

## Distribuzione e habitat
Dall'Alaska allo stato di Washington, fino a 300 metri di profondità.